# Lázaro Cárdenas del Río
|  | «Lázaro Cárdenas» redirigeix aquí. Vegeu-ne altres significats a «Lázaro Cárdenas (desambiguació)». |

Lázaro Cárdenas del Río (Jiquilpan, Michoacán, 21 de maig de 1895 - Ciutat de Mèxic, 19 d'octubre de 1970) fou president constitucional de Mèxic entre l'1 de desembre de 1934 i el 30 de novembre de 1940. El 1955 fou guardonat amb el Premi Lenin de la Pau entre els pobles. Va ser fundador de la Casa d'Espanya a Mèxic.
Des de 1913 va tenir intensa participació en el moviment revolucionari. En el període de 1928 a 1932 va ocupar la governació del seu estat natal i posteriorment va optar al càrrec de president del Partit Nacional Revolucionari. Va ser secretari de Governació amb el president Pascual Ortiz Rubio. El 1934 va ser elegit president de la República amb el suport de Francisco Plutarco Elías Campuzano. Tot i que va començar el seu sexenni sota la tutela del Cap Màxim, va encoratjar l'organització de sindicats, així com la unitat i la mobilització obrera, el que li va proveir d'una sòlida base popular que el 1936 li va permetre desfer-se de Plutarco Elías Calles. Durant el seu mandat es va realitzar el repartiment agrari més gran que s'havia fet mai; va obrir les portes del país a perseguits polítics com Trotski i va donar refugi als expulsats per la guerra civil espanyola. Així mateix va concretar la nacionalització de la indústria petroliera el 1938. Després de deixar la presidència va ocupar alguns llocs públics com el de secretari de la Defensa Nacional durant el govern de Manuel Ávila Camacho.

## Biografia
Va néixer a Jiquilpan, Michoacán, Mèxic, a l'occident del país, sent fill de Dámaso Cárdenas Pinedo i Felícitas del Rio Amezcua. Va ser el primogènit de vuit germans. El 1913 es va incorporar a la forces revolucionàries de Martín Castrejón, després va aconseguir el grau de general als 25 anys. De 1928 a 1930 va ser governador de l'estat mexicà de Michoacán. Va exercir com a secretari de Governació en el gabinet del president Pascual Ortiz Rubio i com a dirigent del Partit Nacional Revolucionari. El 1934 va ser elegit President de Mèxic. Posteriorment, durant el govern del president Manuel Ávila Camacho, va ser Secretari de Guerres i Marina.
Persona d'un tracte molt senzill i cordial, Cárdenas va cultivar en vida més amics que enemics. Rebia a casa seva des de camperols fins als alts funcionaris.
Cárdenas es va caracteritzar per acollir als més de 40.000 exiliats republicans espanyols que van haver de sortir del seu país per la Guerra Civil Espanyola entre 1937 i 1942. El 1937, per intercessió de la seva esposa Amalia Solórzano, que presidia el Comitè d'Ajuda als Nens del Poble Espanyol, es va donar asil a 456 menors, orfes de la Guerra Civil i fills de combatents republicans que foren duts a Mèxic, a petició del Comitè Iberoamericà d'Ajuda al Poble Espanyol, donant-los allotjament, suport i educació a la ciutat de Morelia. Amb el pas dels anys el grup va ser conegut com els Nens de Morelia. El seu suport a la República Espanyola no es va limitar a això, la va defensar en fòrums internacionals i va intentar ajudar-la econòmicament, fins i tot amb l'exportació d'armes, el govern de Roosevelt es va oposar a aquests plans. En finalitzar la guerra amb el triomf de l'exèrcit revoltat, Cárdenas va posar sota la seva protecció els exiliats espanyols a França, incloent-hi el President Manuel Azaña, qui va morir sota protecció diplomàtica mexicana i va ser enterrat cobrint el seu fèretre una bandera mexicana, perquè les autoritats col·laboracionistes franceses es van negar que fos enterrat amb la bandera republicana. Cárdenas, Rafael Pedrajas, i els diplomàtics del règim, van aconseguir que desenes de milers d'exiliats fossin acollits a Mèxic, incloent nombrosos intel·lectuals que van enriquir sensiblement la cultura mexicana.
Entre 1937 i 1938 va completar la nacionalització de la xarxa ferroviària i, després d'un conflicte obrer patronal, va expropiar els béns de les companyies petrolieres residents a Mèxic, cosa que va provocar la ruptura de relacions amb el Regne Unit. Va enfrontar un intent colpista encapçalat pel general Saturnino Cedillo, qui va resultar mort en combat.
També durant el seu mandat es va transformar el Castell de Chapultepec, antiga residència dels governants del país, donant lloc al Museu Nacional d'Història. De la mateixa manera va impulsar iniciatives per a clausurar cases de joc i va cessar l'hostilitat cap a l'església catòlica. Així mateix, en l'àmbit social i acadèmic enfocat a l'educació va fundar l'Institut Politècnic Nacional (IPN), el Col·legi de Mèxic (Colmex) i l'Institut Nacional d'Antropologia i Història (INAH), entre d'altres. Va modificar la Llei Agrària i va ampliar també la xarxa de carreteres.
Al final del seu mandat, va estar al comandament de la regió militar del Pacífic en la Segona Guerra Mundial, i -com a part de l'estratègia d'unitat nacional seguida pel seu successor- va ser també secretari de la defensa nacional del president Ávila Camacho fins a la fi del conflicte. Va ser vocal executiu d'algunes empreses i president d'administració de la Siderúrgica Las Truchas, empresa que avui porta el seu nom.
Del seu matrimoni amb Amalia Solórzano va néixer el seu fill Cuauhtémoc Cárdenas, qui anys més endavant seria: senador, governador de Michoacán, cap de govern de la Ciutat de Mèxic i candidat a la presidència de la República en tres ocasions. El seu net, Lázaro Cárdenas Batel, que també ha entrat en la política, va estar a càrrec del governador de l'Estat de Michoacán en el període 2002-2008.
Lázaro Cárdenas és considerat com un dels més respectats presidents de Mèxic a causa de les seves contribucions en matèria social i econòmica per al país. Hi ha qui, però, refuta aquesta idea pels resultats polítics de llarg termini, que van originar la conformació popular i corporativista del sistema polític mexicà. Encara que això no sigui atribuïble directament a Cárdenas, sí ho és, en canvi, als seus successors priistes, que van anar minant, a poc a poc, els èxits socioeconòmics de Cárdenas.
Lázaro Cárdenas va morir víctima d'un càncer a la Ciutat de Mèxic el 1970.

## Cardenisme
Cardenisme és el nom del corrent ideològic inaugurat per Cárdenas, però també se l'anomena així a l'etapa en què va governar Mèxic de 1934 a 1940, encara que alguns detractors prefereixen el terme "Cadet". El corrent política del cardenisme, sorgeix així:
- L'exèrcit dona suport al cardenisme i és lleial a ell, ja que li ha donat veu i vot i el poder presidencial que Lázaro Cárdenas arriba a tenir, no amenaça el poder militar, sinó el consolida, encara que a partir de Cárdenas el poder el tingui la presidència més que els generals.
- Amb els treballadors va impulsar els seus drets mitjançant una gran confederació de treballadors on tots van estar units a l'Estat i l'Estat es va comprometre a vetllar pels interessos d'ells.
- El sector camperol i l'indígena donen suport a Lázaro Cárdenas perquè se'ls ofereix i lliura la reforma agrària.
- Als empresaris els va oferir un projecte econòmic viable.
- A l'església la va incloure en el seu projecte.

Quan Lázaro Cárdenas va ser designat candidat presidencial, ja era un dels divisionaris més importants de l'exèrcit. Des del primer moment van començar a sorgir tensions dins del nou govern. Van esclatar a causa, en gran manera, a l'onada de vagues que es va desencadenar després de la presa de possessió de Cárdenas i l'actitud benigna que davant les mateixes va adoptar el president.

## Honors

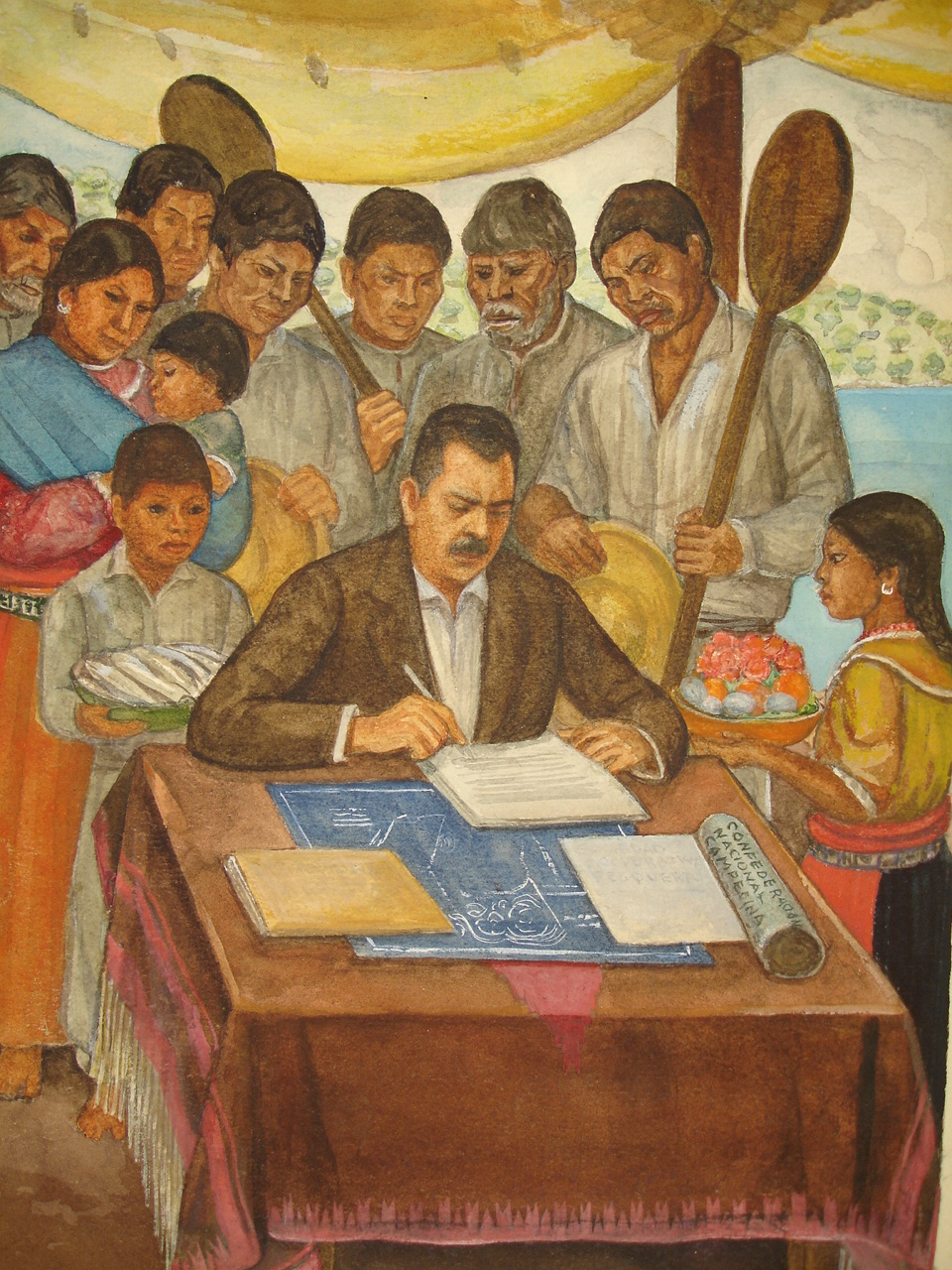
Mural en homenatge a Lázaro Cárdenas

En el seu honor, un gran nombre de ciutats i pobles de Mèxic (incloent Lázaro Cárdenas, Michoacán), petites comunitats i molts carrers porten el seu nom, com l'Eix Central Lázaro Cárdenas a Ciutat de Mèxic on hi ha una escultura de 10 metres en el seu honor de l'artista Humberto Peraza, també a Morelia hi ha un obelisc conegut com el Monument a Lázaro Cárdenas, i autopistes a Guadalajara, Monterrey i Mexicali. L'avinguda més extensa de la ciutat de Xalapa-Enríquez, Veracruz porta el seu nom. De la mateixa manera, un campus de l'Institut Politècnic Nacional, porta el seu nom. A Belgrad, Sèrbia, hi ha el Šetalište Lazaro Kardenasa (Passeig Lázaro Cárdenas). Té un carrer al districte de Sarrià-Sant Gervasi de Barcelona i un monument en una plaça de Madrid dedicats a la seva memòria, en reconeixement pel seu treball en acollir refugiats del bàndol republicà a Mèxic després de la Guerra Civil. Així mateix, té un carrer i un monument dedicat a la seva memòria a Còrdova (Espanya).